# Lanzenkirchen
Lanzenkirchen osztrák mezőváros Alsó-Ausztria Bécsújhelyvidéki járásában. 2020 januárjában 3998 lakosa volt. 

## Elhelyezkedése

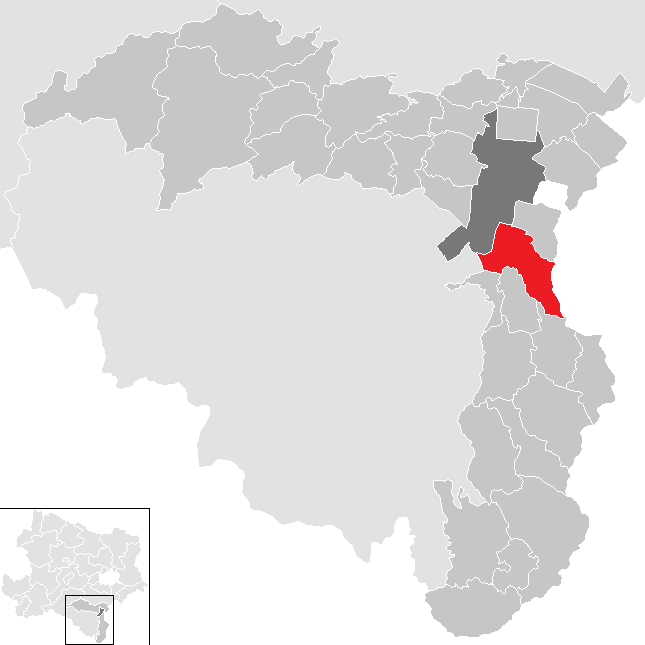
Lanzenkirchen a Bécsújhelyvidéki járásban

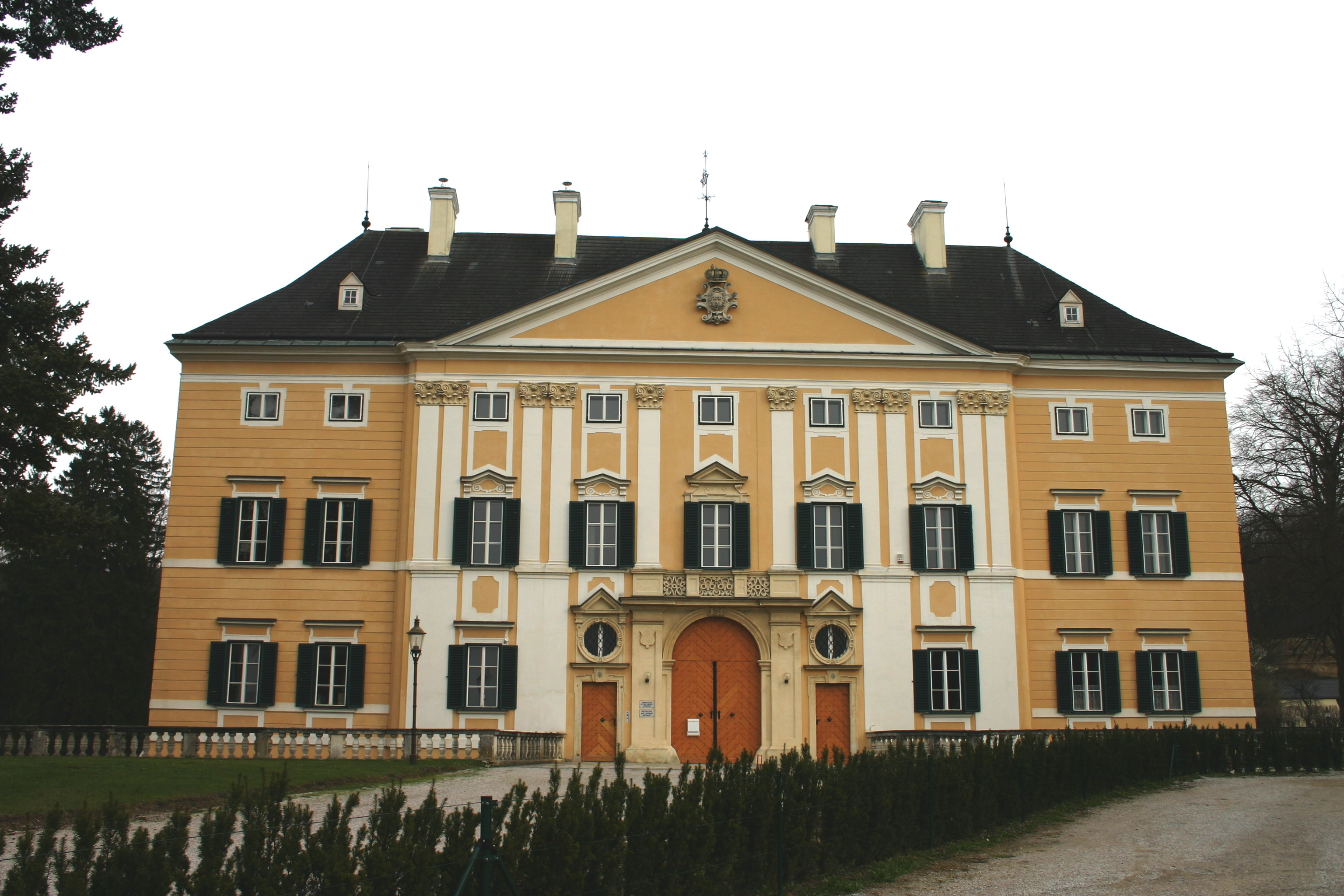
A frohsdorfi kastély

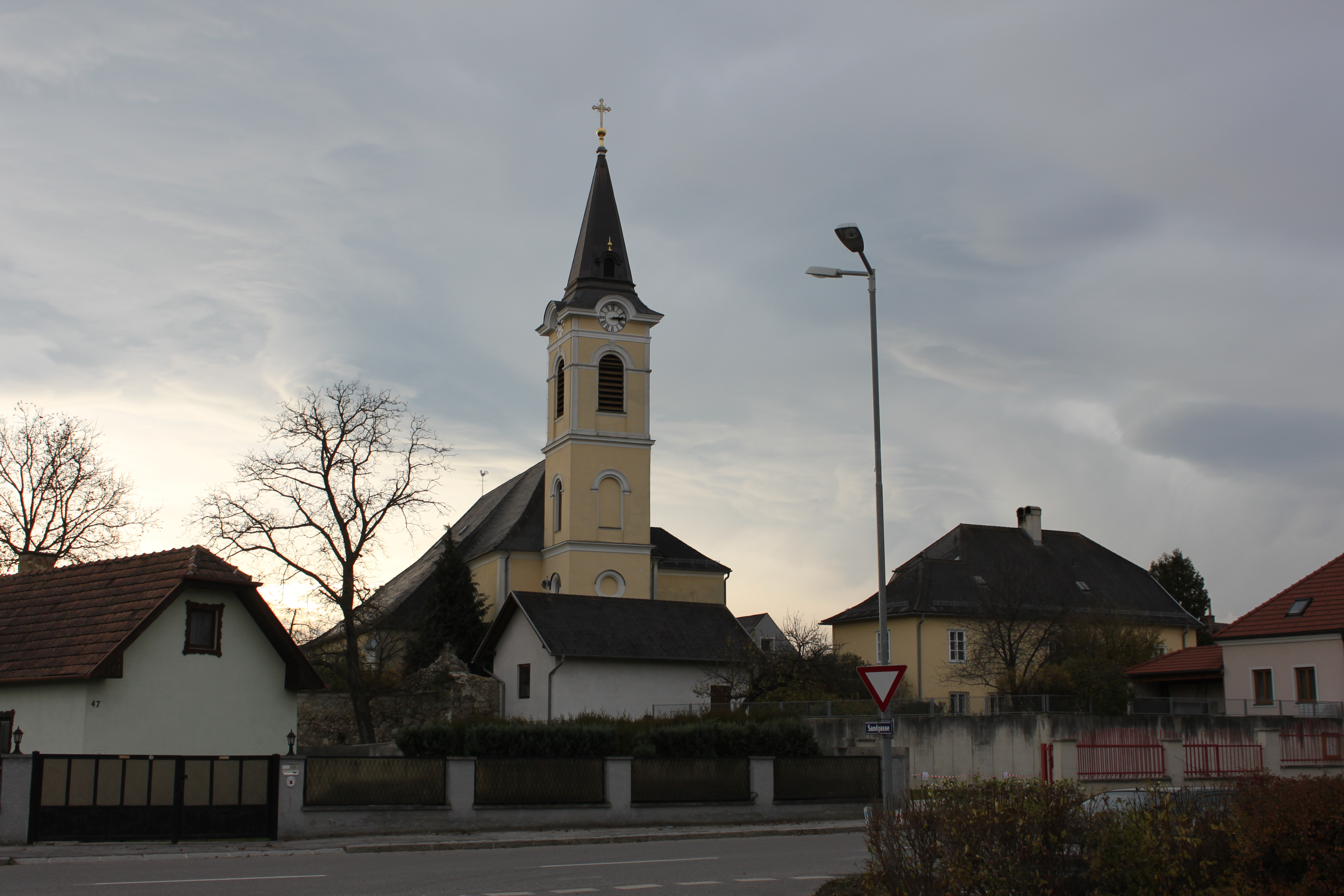
A Szt. Miklós-plébániatemplom

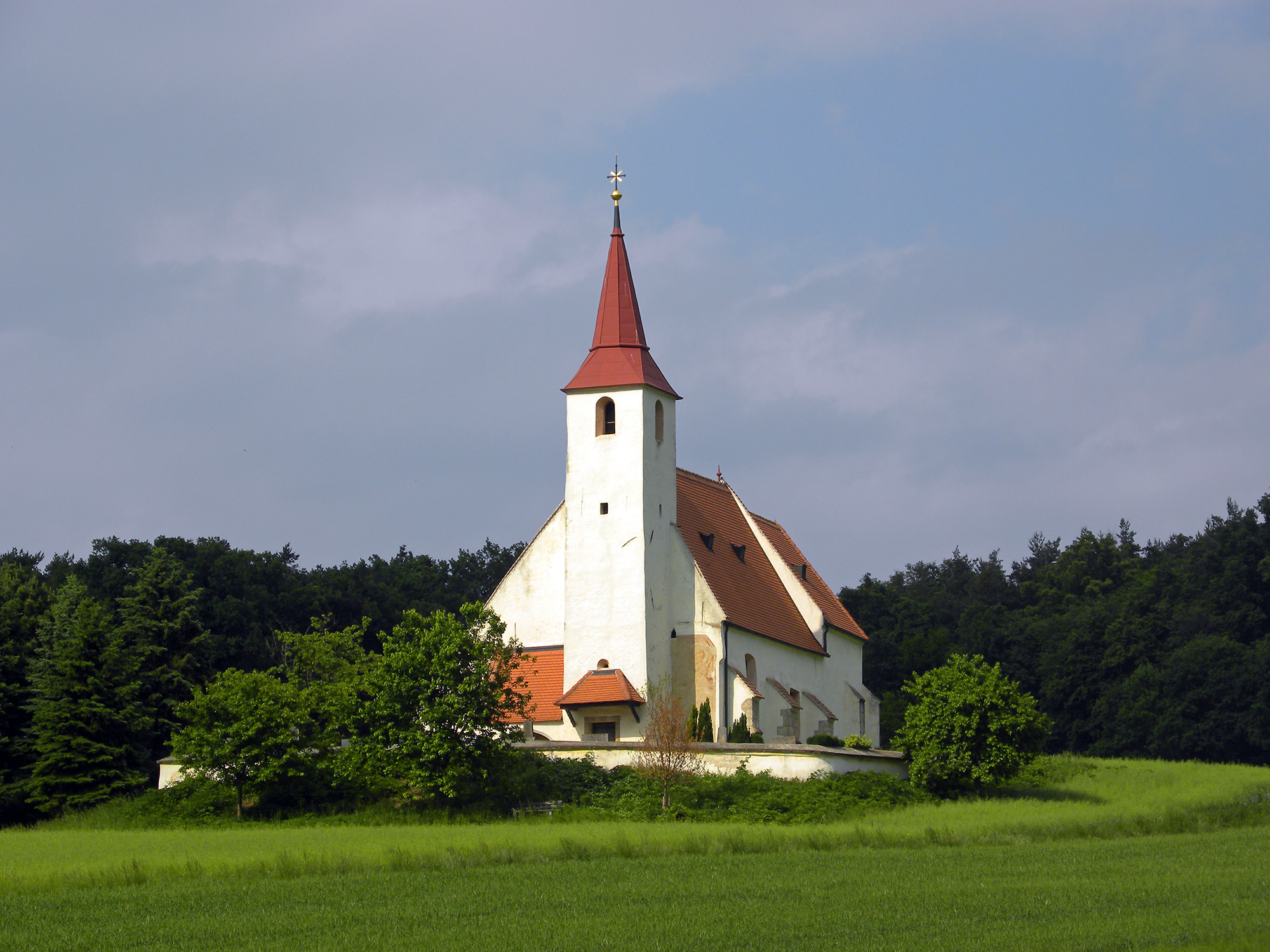
A Szt. Vitus-templom

Lanzenkirchen a tartomány Industrieviertel régiójában fekszik a Rozália-hegység és a Bucklige Welt dombságai, valamint a Steinfeld-síkság között, a Lajta folyó mentén. Területének 50,5%-a erdő, 35,2% áll mezőgazdasági művelés alatt. Az önkormányzat 5 településrészt és falut egyesít: Frohsdorf (1168 lakos 2020-ban), Haderswörth (942), Kleinwolkersdorf (844), Lanzenkirchen (817) és Ofenbach (227). A kataszteri közösségek Frohsdorf, Haderswörth, Kleinwolkersdorf, Lanzenkirchen és Ofenbach.
A környező önkormányzatok: délre Hochwolkersdorf, délnyugatra Walpersbach és Bad Erlach, nyugatra Schwarzau am Steinfeld, északra Bécsújhely, északkeletre Katzelsdorf, keletre Rétfalu (Burgenland).

## Története
A település első, bizonytalan említése Német Lajos okleveleiben történik 861-ben és 891-ben, mint "ecclesia Anzonis". Mai nevét először 1130 körül írták le akkori birtokosa, egy bizonyos Uvolfker de Lanzenkirchen nevében. A család a 13. század elején kihalt, birtokaikat a Pfannbergek örökölték. Ezt követően számos kézen keresztül 1679-ben a császári udvari kamara kezelésébe került. Az uradalmi központ kezdetektől fogva a frohsdorfi (1673-ig krottensdorfi) vár volt, amely 1153-ban már állt. A várat a törökök Bécs 1529-es ostromakor lerombolták és akkori tulajdonosai Christoph és Susanne von Teufel kastélyként építtette újjá. 150 évvel később, a főváros 1683-as ostrománál a törökök ismét felgyújtották az épületet, amely helyén barokk kastély létesült. 
A napóleoni háborúk idején a francia katonaság kifosztotta a kastélyt és a falut. 1817-ben Napóleon húga, Caroline Bonaparte vásárolta meg és újította fel az épületet. Tőle a Chambord grófok, a francia királyi családdal is rokonságban lévő Angoulème hercegek leszármazottai vették meg és 1938-ig laktak az épületben. 
1848-ban felszámolták a feudális birtokokat és megalakult Lanzenkirchen önkormányzata, ahol akkor 168 házban 1586 fő lakott. 1881-ben az Aspangbahn elkészültével Lanzenkirchen bekapcsolódott a vasúti hálózatba. 1888-ban a mezővároshoz tartozó Eichbüchlt Katzelsdorfhoz csatolták.
A második világháború kitörése után Beatrix Massimo hercegnő eladta a frohsdorfi kastélyt a német birodalmi postának. 1943 augusztusában Bécsújhely bombázásakor 70-80 bomba a mezőváros területére hullott, de nem okoztak jelentős kárt. 1945. március 30. és április 2. között a település súlyos harcok színtere volt, melynek során 23 helyi polgár halt meg.    

## Lakosság
A lanzenkircheni önkormányzat területén 2020 januárjában 3998 fő élt. A lakosságszám 1981 óta gyarapodó tendenciát mutat. 2018-ban az ittlakók 92,1%-a volt osztrák állampolgár; a külföldiek közül 1,3% a régi (2004 előtti), 4% az új EU-tagállamokból érkezett. 1,8% a volt Jugoszlávia (Szlovénia és Horvátország nélkül) vagy Törökország, 0,7% egyéb országok polgára volt. 2001-ben a lakosok 81,1%-a római katolikusnak, 3,9% evangélikusnak, 3,4% mohamedánnak, 9,5% pedig felekezeten kívülinek vallotta magát. Ugyanekkor 33 magyar élt a mezővárosban.; a legnagyobb nemzetiségi csoportokat a német (92,9%) mellett a horvátok (1,3%) és a törökök (1,1%) alkották.  
A népesség változása:

| 2016 | 3 864 |
| 2018 | 3 983 |

## Látnivalók
- a frohsdorfi kastély
- a lanzenkircheni Szt. Miklós-plébániatemplom
- az ofenbachi Szt. Vitus-templom
- a mezőgazdasági múzeum
- a tűzoltómúzeum

## Fordítás
- Ez a szócikk részben vagy egészben  a   Lanzenkirchen című német Wikipédia-szócikk ezen változatának fordításán alapul.  Az eredeti cikk szerkesztőit annak laptörténete sorolja fel. Ez a jelzés csupán a megfogalmazás eredetét és a szerzői jogokat jelzi, nem szolgál a cikkben szereplő információk forrásmegjelöléseként.